# Мэги, Патрик
Патрик Мэги (англ. Patrick Magee, 31 марта 1924; по другим данным — 1922, Арма, Северная Ирландия, Великобритания — 14 августа 1982, Лондон, Великобритания) — ирландский актёр и театральный режиссёр знаменитый главным образом благодаря ролям в картинах Стэнли Кубрика «Заводной апельсин» и «Барри Линдон», а также сотрудничеству с театральными режиссёрами Гарольдом Пинтером и Сэмюэлом Беккетом.

## Биография
Патрик Джордж Мэги родился в обычной семье и был первым из пяти детей. В середине 1950-х годов начал карьеру актёра. В 1964 году начал работать в Королевском шекспировском театре.

## Фильмография
| Год  |   | Русское название        | Оригинальное название       | Роль                                            |
| ---- | - | ----------------------- | --------------------------- | ----------------------------------------------- |
| 1963 | ф | Безумие-13              | Dementia 13                 | Доктор Джастин Калеб                            |
| 1963 | ф | Слуга                   | The Servant                 | Бишоп                                           |
| 1964 | ф | Зулусы                  | Zulu                        | Джеймс Генри Рейнольдс                          |
| 1964 | ф | Маска Красной смерти    | The Masque of the Red Death | Альфредо                                        |
| 1964 | ф | Сеанс дождливым вечером | Séance on a Wet Afternoon   | подполковник Уолш                               |
| 1966 | ф | Кровавая баня           | Blood Bath                  | муж Линды (архивная съёмка; в титрах не указан) |
| 1967 | ф | Марат/Сад               | Marat/Sade                  | Маркиз де Сад                                   |
| 1968 | ф | Битва за Анцио          | Lo sbarco di Anzio          | генерал Старки                                  |
| 1969 | ф | Трудный контракт        | Hard Contract               | Алекси                                          |
| 1970 | ф | Кромвель                | Cromwell                    | Хью Питерс                                      |
| 1971 | ф | Заводной апельсин       | A Clockwork Orange          | Фрэнк Александр                                 |
| 1972 | ф | Байки из склепа         | Tales from the Crypt        | Джордж Картер                                   |
| 1972 | ф | Молодой Уинстон         | Young Winston               | Генерал Блиндон Блуд                            |
| 1972 | ф | Лечебница               | Asylum                      | доктор Резерфорд                                |
| 1972 | ф | Демоны в мыслях         | Demons of the Mind          | Фалькенберг                                     |
| 1975 | ф | Барри Линдон            | Barry Lyndon                | Шевалье де Балибари                             |
| 1977 | ф | Телефон                 | Telefon                     | Генерал Стрельский                              |
| 1979 | ф | Сёстры Бронте           | Les Soeurs Brontë           | Патрик Бронте                                   |
| 1980 | ф | Грубая огранка          | Rough Cut                   | Эрнст Мюллер                                    |
| 1981 | ф | Огненные колесницы      | Chariots of Fire            | Лорд Кароган                                    |
| 1981 | ф | Чёрный кот              | Il gatto nero               | Профессор Роберт Майлз                          |